# سیارک ۲۰۵۶۴
سیارک ۲۰۵۶۴ (به انگلیسی: 20564 Michaellane، نامگذاری:1999RT122) بیست هزار و پانصد و شصت و چهارمین سیارک کشف شده‌است که در ۹ سپتامبر ۱۹۹۹ کشف شد.
قدر مطلق سیارک برابر ۱۴.۸ است.